# Цифра
Цифра наричаме символ от азбуката на дадена бройна система; всички числа от тази бройна система могат да се запишат като крайна (или безкрайна в някои случаи) последователност от нейните цифри. „Цифра“ и „число“ не са еднозначни понятия.
Набор от цифри на някои от най-използваните бройни системи:
- десетична бройна система: {0; 1; 2; 3; 4; 5; 6; 7; 8; 9}
- двоична бройна система: {0; 1}
- шестнадесетична бройна система: {0; 1; 2; 3; 4; 5; 6; 7; 8; 9; A; B; C; D; E; F}
- римска цифрова система: {I; V; X; L; C; D; M}